# Autosco
Autosco is een Brits historisch scootermerk.
De bedrijfsnaam was: Brown & Layfield, Empire Parade, London.
Austosco produceerde in 1920 en 1921 scooters met een 117cc-motor. In die tijd waren dat nog niet de scooters zoals ze tegenwoordig bekend zijn. Een "scooter" was een gemotoriseerde step, al dan niet voorzien van een zadel.